# مجموعة كوت الغذائية
مجموعة كوت الغذائية هي عبارة عن شركة كويتية تأسست عام 1982، تُعتبر مجموعة كوت الغذائية الوكيل الرسمي لعدد من المطاعم في الكويت وهي برجر كنج وبيتزا هت وتاكو بيل.